# Најеф Агерд
Најеф Агерд (арап. نايف أكرد; Кенитра, 30. март 1996) је марокански фудбалер који тренутно наступа за Вест Хем јунајтед. Игра на позицији одбрамбеног играча.

## Успеси
ФУС Рабат
- Прва лига Марока  (1) : 2015/16.[5]
- Куп Марока  (1) : 2014,[6] (финале: 2015)[7]

 Вест Хем јунајтед
- Лига конференције (1) : 2022/23.[8]

 Мароко
- Првенство афричких нација:  2018.[9]

Појединачни
- ИФФХС идеални тим Африке 2020.[10]
- Идеални тим Лиге конференција 2022/23.[11]
- Орден трона: 2022.[12]